# Coupe du monde de cyclisme sur piste 2009-2010
Navigation
Coupe du monde 2008-2009 Coupe du monde 2010-2011
La Coupe du monde de cyclisme sur piste 2009–2010 est une compétition organisée par l'UCI qui regroupe plusieurs épreuves de cyclisme sur piste. La saison a débuté le 30 octobre 2009 et s'est terminée le 24 janvier 2010. Pour cette saison, quatre manches sont au programme.

## Classement par nations
| #  | Pays/Équipe      | Man | Mel | Cal | Pek | Points |
| -- | ---------------- | --- | --- | --- | --- | ------ |
| 1  | Allemagne        | 96  | 93  | 100 | 53  | 342    |
| 2  | Australie        | 86  | 124 | 16  | 99  | 325    |
| 3  | Pays-Bas         | 73  | 58  | 37  | 57  | 225    |
| 4  | Royaume-Uni      | 129 | 70  | 13  | 11  | 223    |
| 5  | Chine            | 41  | 62  | 0   | 105 | 208    |
| 6  | Nouvelle-Zélande | 1   | 93  | 6   | 83  | 183    |
| 7  | France           | 23  | 29  | 55  | 53  | 160    |
| 8  | Lituanie         | 40  | 5   | 78  | 17  | 140    |
| 9  | Ukraine          | 27  | 42  | 38  | 25  | 132    |
| 10 | Team Jayco       | 23  | 69  | 0   | 34  | 126    |

## Hommes

### Keirin

#### Résultats
| Date        | Lieu       | 1er               | 2e                 | 3e                |
| ----------- | ---------- | ----------------- | ------------------ | ----------------- |
| 30 octobre  | Manchester | Chris Hoy         | Christos Volikakis | Maximilian Levy   |
| 20 novembre | Melbourne  | Carsten Bergemann | Azizulhasni Awang  | Josiah Ng Onn Lam |
| 10 décembre | Cali       | Michaël D'Almeida | Teun Mulder        | Andriy Vynokourov |
| 23 janvier  | Pékin      | Azizulhasni Awang | Jason Niblett      | Daniel Ellis      |

#### Classement
| Pos. | Coureur            | Man | Mel | Cal | Pek | Pts |
| 1.   | Azizulhasni Awang  | –   | 10  | –   | 12  | 22  |
|      | Maximilian Levy    | 8   | –   | 7   | 7   | 22  |
| 3.   | Jason Niblett      | 7   | –   | –   | 10  | 19  |
| 4.   | Josiah Ng Onn Lam  | –   | 8   | –   | 5   | 13  |
| 5.   | Michaël D'Almeida  | –   | –   | 12  | –   | 12  |
|      | Carsten Bergemann  | –   | 12  | –   | –   | 12  |
|      | Chris Hoy          | 12  | –   | –   | –   | 12  |
| 8.   | Teun Mulder        | –   | –   | 10  | –   | 10  |
|      | Christos Volikakis | 10  | –   | –   | –   | 10  |
| 10.  | Andriy Vynokourov  | 1   | –   | 8   | –   | 9   |

### Kilomètre

#### Résultats
| Date        | Lieu       | 1er               | 2e              | 3e               |
| ----------- | ---------- | ----------------- | --------------- | ---------------- |
| 30 octobre  | Manchester | Stefan Nimke      | David Daniell   | Chongyang Wang   |
| 19 novembre | Melbourne  | Scott Sunderland  | Chongyang Wang  | Teun Mulder      |
| 10 décembre | Cali       | Michaël D'Almeida | François Pervis | Yevhen Bolibrukh |
| 23 janvier  | Pékin      | Miao Zhang        | Joachim Eilers  | Kamil Kuczynski  |

#### Classement
| Pos. | Coureur           | Man | Mel | Cal | Pek | Pts |
| 1.   | Chongyang Wang    | 8   | 10  | –   | 6   | 24  |
| 2.   | Scott Sunderland  | 6   | 12  | –   | 3   | 21  |
| 3.   | David Daniell     | 10  | 7   | –   | –   | 17  |
| 4.   | Tomáš Bábek       | 7   | –   | 7   | –   | 14  |
| 5.   | Miao Zhang        | –   | –   | –   | 12  | 12  |
|      | Michaël D'Almeida | –   | –   | 12  | –   | 12  |
|      | Stefan Nimke      | 12  | –   | –   | –   | 12  |
| 8.   | Yevhen Bolibrukh  | 2   | –   | 8   | 1   | 11  |
| 9.   | Joachim Eilers    | –   | –   | –   | 10  | 10  |
|      | François Pervis   | –   | –   | 10  | –   | 10  |

### Vitesse individuelle

#### Résultats
| Date        | Lieu       | 1er            | 2e                | 3e               |
| ----------- | ---------- | -------------- | ----------------- | ---------------- |
| 31 octobre  | Manchester | Chris Hoy      | Matthew Crampton  | Jason Kenny      |
| 21 novembre | Melbourne  | Shane Perkins  | Kévin Sireau      | Matthew Crampton |
| 11 décembre | Cali       | Kévin Sireau   | Robert Förstemann | Maximilian Levy  |
| 24 janvier  | Pékin      | Edward Dawkins | Michaël D'Almeida | François Pervis  |

#### Classement
| Pos. | Coureur           | Man | Mel | Cal | Pek | Pts |
| 1.   | Kévin Sireau      | –   | 10  | 12  | –   | 22  |
| 2.   | Shane Perkins     | 7   | 12  | –   | –   | 19  |
| 3.   | Matthew Crampton  | 10  | 8   | –   | –   | 18  |
| 4.   | Michaël D'Almeida | 3   | –   | 3   | 10  | 16  |
| 5.   | Maximilian Levy   | –   | –   | 8   | 7   | 15  |
| 6.   | Edward Dawkins    | –   | 1   | –   | 12  | 13  |
|      | Ross Edgar        | 6   | 7   | –   | –   | 13  |
| 8.   | Chris Hoy         | 12  | –   | –   | –   | 12  |
| 9.   | Robert Förstemann | –   | –   | 10  | –   | 10  |
|      | Damian Zieliński  | 5   | –   | –   | 5   | 10  |

### Vitesse par équipes

#### Résultats
| Date         | Lieu       | 1er                                                    | 2e                                                         | 3e                                                      |
| ------------ | ---------- | ------------------------------------------------------ | ---------------------------------------------------------- | ------------------------------------------------------- |
| 1er novembre | Manchester | Team Sky + Hd Ross Edgar Chris Hoy Jamie Staff         | Royaume-Uni Matthew Crampton David Daniell Jason Kenny     | Allemagne Robert Förstemann Stefan Nimke Tobias Wächter |
| 19 novembre  | Melbourne  | Team Jayco Scott Sunderland Shane Perkins Daniel Ellis | Allemagne Carsten Bergemann René Enders Tobias Wächter     | Russie Sergey Borisov Denis Dmitriev Sergey Kucherov    |
| 12 décembre  | Cali       | Cofidis Teun Mulder François Pervis Kévin Sireau       | Allemagne Robert Förstemann Maximilian Levy Mathias Stumpf | Ukraine Yevhen Bolibrukh Yuriy Tsyupyk Andriy Vynokurov |
| 22 janvier   | Pékin      | Chine Changsong Cheng Lei Zhang Miao Zhang             | Team Jayco Scott Sunderland Shane Perkins Daniel Ellis     | France Grégory Baugé Michaël D'Almeida Thierry Jollet   |

#### Classement
| Pos. | Coureur           | Man | Mel | Cal | Pek | Pts |
| 1.   | Allemagne         | 8   | 10  | 10  | 5   | 33  |
| 2.   | Team Jayco        | 6   | 12  | –   | 10  | 28  |
| 3.   | Cofidis           | 2   | 5   | 12  | 4   | 23  |
| 4.   | Chine             | 4   | –   | –   | 12  | 16  |
| 5.   | Moscow Track Team | 7   | –   | –   | 7   | 14  |
| 6.   | Team Sky + HD     | 12  | –   | –   | –   | 12  |
|      | Russie            | –   | 8   | 4   | –   | 12  |
|      | Nouvelle-Zélande  | –   | 6   | –   | 6   | 12  |
| 9.   | Japon             | 5   | 4   | 2   | –   | 11  |
| 10.  | Royaume-Uni       | 10  | –   | –   | –   | 10  |

### Poursuite individuelle

#### Résultats
| Date        | Lieu       | 1er              | 2e                  | 3e                 |
| ----------- | ---------- | ---------------- | ------------------- | ------------------ |
| 30 octobre  | Manchester | Geraint Thomas   | Dominique Cornu     | Vitaliy Shchedov   |
| 20 novembre | Melbourne  | Jesse Sergent    | Rohan Dennis        | Vitaliy Shchedov   |
| 10 décembre | Cali       | Vitaliy Popkov   | Juan Esteban Arango | Gediminas Bagdonas |
| 22 janvier  | Pékin      | Vitaliy Shchedov | Michael Hepburn     | Valery Kaykov      |

#### Classement
| Pos. | Coureur             | Man | Mel | Cal | Pek | Pts |
| 1.   | Vitaliy Shchedov    | 8   | 8   | –   | 12  | 28  |
| 2.   | Valery Kaykov       | –   | –   | 7   | 8   | 15  |
| 3.   | Vitaliy Popkov      | –   | 12  | –   | –   | 12  |
|      | Jesse Sergent       | –   | 12  | –   | –   | 12  |
|      | Geraint Thomas      | 12  | –   | –   | –   | 12  |
| 6.   | Michael Hepburn     | –   | –   | –   | 10  | 10  |
|      | Juan Esteban Arango | –   | –   | 10  | –   | 10  |
|      | Rohan Dennis        | –   | 10  | –   | –   | 10  |
|      | Dominique Cornu     | 10  | –   | –   | –   | 10  |
| 10.  | Gediminas Bagdonas  | 1   | –   | 8   | –   | 9   |

### Poursuite par équipes

#### Résultats
| Date         | Lieu       | 1er                                                                  | 2e                                                                                   | 3e                                                                      |
| ------------ | ---------- | -------------------------------------------------------------------- | ------------------------------------------------------------------------------------ | ----------------------------------------------------------------------- |
| 1er novembre | Manchester | Royaume-Uni Steven Burke Edward Clancy Andrew Tennant Geraint Thomas | Espagne Sergi Escobar David Muntaner Juaneda Antonio Tauler Llull Eloy Teruel Rovira | Ukraine Maksym Fonrabe Maxim Polischuk Vitaliy Shchedov Roman Kononenko |
| 20 novembre  | Melbourne  | Australie Rohan Dennis Luke Durbridge Michael Hepburn Cameron Meyer  | Royaume-Uni Steven Burke Edward Clancy Andrew Tennant Andrew Fenn                    | Nouvelle-Zélande Sam Bewley Peter Latham Jesse Sergent Marc Ryan        |
| 12 décembre  | Cali       | Colombie Juan Esteban Arango Arles Castro Edwin Ávila Weimar Roldán  | Lokomotiv Artur Ershov Valery Kaykov Evgeny Shalunov Kirill Sveshnikov               | Espagne Pablo Bernal Ramón Domene Sergi Escobar Lluís Mas               |
| 23 janvier   | Pékin      | Australie Leigh Howard Luke Durbridge Michael Hepburn Cameron Meyer  | Pays-Bas Levi Heimans Arno van der Zwet Tim Veldt Sipke Zijlstra                     | Nouvelle-Zélande Thomas Scully Shane Archbold Myron Simpson Aaron Gate  |

#### Classement
| Pos. | Coureur          | Man | Mel | Cal | Pek | Pts |
| 1.   | Royaume-Uni      | 12  | 10  | –   | 3   | 25  |
| 2.   | Australie        | –   | 12  | –   | 12  | 24  |
| 3.   | Espagne          | 10  | 2   | 8   | –   | 20  |
| 4.   | Pays-Bas         | 4   | 6   | –   | 10  | 20  |
| 5.   | Ukraine          | 8   | 3   | –   | 7   | 18  |
| 6.   | Nouvelle-Zélande | –   | 8   | –   | 8   | 16  |
| 7.   | Lokomotiv        | 3   | –   | 10  | 1   | 14  |
| 8.   | Danemark         | 6   | 7   | –   | –   | 13  |
| 9.   | Colombie         | –   | –   | 12  | –   | 12  |
| 10.  | Allemagne        | 7   | 5   | –   | –   | 12  |

### Course aux points

#### Résultats
| Date        | Lieu       | 1er                | 2e                 | 3e            |
| ----------- | ---------- | ------------------ | ------------------ | ------------- |
| 30 octobre  | Manchester | Chris Newton       | Ho Ting Kwok       | Roger Kluge   |
| 19 novembre | Melbourne  | Cameron Meyer      | Ioánnis Tamourídis | Łukasz Bujko  |
| 10 décembre | Cali       | Ioánnis Tamourídis | Iljo Keisse        | Marcel Barth  |
| 22 janvier  | Pékin      | Zachary Bell       | Ho Ting Kwok       | Thomas Scully |

#### Classement
| Pos. | Coureur            | Man | Mel | Cal | Pek | Pts |
| 1.   | Ioánnis Tamourídis | –   | 10  | 12  | –   | 22  |
| 2.   | Ho Ting Kwok       | 10  | –   | –   | 10  | 20  |
| 3.   | Zach Bell          | –   | –   | 10  | 12  | 22  |
| 4.   | Chris Newton       | 12  | 6   | –   | –   | 18  |
| 5.   | Łukasz Bujko       | 7   | 8   | –   | –   | 15  |
| 6.   | Cameron Meyer      | –   | 12  | –   | –   | 12  |
| 7.   | Tom Scully         | –   | 3   | –   | 8   | 11  |
|      | Artur Ershov       | –   | –   | 5   | 6   | 11  |
|      | Kazuhiro Mori      | 5   | 4   | 2   | –   | 11  |
| 10.  | Iljo Keisse        | –   | –   | 10  | –   | 10  |

### Scratch

#### Résultats
| Date         | Lieu       | 1er               | 2e             | 3e                 |
| ------------ | ---------- | ----------------- | -------------- | ------------------ |
| 1er novembre | Manchester | Ivan Kovalev      | Łukasz Bujko   | Sergiy Lagkuti     |
| 20 novembre  | Melbourne  | Thomas Scully     | Łukasz Bujko   | Viktor Shmalko     |
| 12 décembre  | Cali       | Ángel Darío Colla | Erik Mohs      | Leonardo Duque     |
| 23 janvier   | Pékin      | Zachary Bell      | Hayden Godfrey | Werner Riebenbauer |

#### Classement
| Pos. | Coureur           | Man | Mel | Cal | Pek | Pts |
| 1.   | Łukasz Bujko      | 10  | 10  | 2   | –   | 22  |
| 2.   | Zachary Bell      | –   | –   | –   | 12  | 12  |
|      | Ángel Darío Colla | –   | –   | 12  | –   | 12  |
|      | Thomas Scully     | –   | 12  | –   | –   | 12  |
|      | Ivan Kovalev      | 12  | –   | –   | –   | 12  |
| 6.   | Hayden Godfrey    | –   | –   | –   | 10  | 10  |
|      | Erik Mohs         | –   | –   | 10  | –   | 10  |
|      | Matthew Brammeier | 7   | –   | 3   | –   | 10  |
|      | James Carney      | –   | –   | 4   | 6   | 10  |
|      | Elia Viviani      | 5   | –   | –   | 5   | 10  |

### Américaine

#### Résultats
| Date        | Lieu       | 1er                                      | 2e                                   | 3e                                           |
| ----------- | ---------- | ---------------------------------------- | ------------------------------------ | -------------------------------------------- |
| 31 octobre  | Manchester | Belgique Tim Mertens Kenny De Ketele     | Allemagne Roger Kluge Robert Bartko  | Russie Sergey Kolesnikov Alexey Shmidt       |
| 21 novembre | Melbourne  | Nouvelle-Zélande Marc Ryan Thomas Scully | Allemagne Robert Bengsch Marcel Kalz | Ukraine Sergiy Lagkuti Mykhaylo Radionov     |
| 11 décembre | Cali       | Allemagne Marcel Barth Erik Mohs         | Lokomotiv Artur Ershov Valery Kaykov | Colombie Carlos Ospina Carlos Urán           |
| 24 janvier  | Pékin      | Hong Kong Ho Ting Kwok Ho Choi Ki        | Italie Angelo Ciccone Elia Viviani   | Nouvelle-Zélande Myron Simpson Thomas Scully |

#### Classement
| Pos. | Coureur               | Man | Mel | Cal | Pek | Pts |
| 1.   | Allemagne             | 10  | 10  | 12  | –   | 32  |
| 2.   | Nouvelle-Zélande      | –   | 12  | –   | 8   | 20  |
| 3.   | Belgique              | 12  | –   | 7   | 1   | 20  |
| 4.   | Danemark              | 6   | 6   | –   | 4   | 16  |
| 5.   | Italie                | –   | 5   | –   | 10  | 15  |
| 6.   | France                | 7   | -   | 4   | 6   | 14  |
| 7.   | Espagne               | 5   | 7   | 1   | -   | 13  |
| 8.   | Hong Kong Pro Cycling | –   | –   | –   | 12  | 12  |
| 9.   | Russie                | 8   | –   | 3   | –   | 11  |
| 10.  | Lokomotiv             | –   | –   | 10  | –   | 10  |

## Femmes

### Keirin

#### Résultats
| Date         | Lieu       | 1re                | 2e             | 3e             |
| ------------ | ---------- | ------------------ | -------------- | -------------- |
| 1er novembre | Manchester | Simona Krupeckaitė | Shuang Guo     | Anna Meares    |
| 21 novembre  | Melbourne  | Anna Meares        | Shuang Guo     | Christin Muche |
| 12 décembre  | Cali       | Christin Muche     | Emily Rosemond | Diana García   |
| 24 janvier   | Pékin      | Shuang Guo         | Miriam Welte   | Wai Sze Lee    |

#### Classement
| Pos. | Coureur            | Man | Mel | Cal | Pek | Pts |
| 1.   | Shuang Guo         | 10  | 10  | –   | 12  | 32  |
| 2.   | Christin Muche     | –   | 8   | 12  | –   | 20  |
|      | Anna Meares        | 8   | 12  | –   | –   | 20  |
| 4.   | Simona Krupeckaitė | 12  | –   | 7   | –   | 19  |
| 5.   | Agnes Ronner       | 7   | –   | –   | 7   | 14  |
| 6.   | Emily Rosemond     | –   | 3   | 10  | –   | 13  |
| 7.   | Miriam Welte       | 2   | –   | –   | 10  | 12  |
| 8.   | Clara Sanchez      | 7   | 7   | –   | 4   | 11  |
|      | Olga Panarina      | 5   | –   | –   | 6   | 11  |
| 10.  | Wai Sze Lee        | –   | 1   | –   | 8   | 9   |

### 500 m

#### Résultats
| Date        | Lieu       | 1re                | 2e                 | 3e              |
| ----------- | ---------- | ------------------ | ------------------ | --------------- |
| 31 octobre  | Manchester | Anna Meares        | Victoria Pendleton | Willy Kanis     |
| 21 novembre | Melbourne  | Anna Meares        | Kaarle McCulloch   | Sandie Clair    |
| 11 décembre | Cali       | Simona Krupeckaitė | Willy Kanis        | Lisandra Guerra |
| 23 janvier  | Pékin      | Willy Kanis        | Jinjie Gong        | Anna Meares     |

#### Classement
| Pos. | Coureur            | Man | Mel | Cal | Pek | Pts |
| 1.   | Anna Meares        | 12  | 12  | –   | 8   | 32  |
| 2.   | Willy Kanis        | 8   | –   | 10  | 12  | 30  |
| 3.   | Simona Krupeckaitė | 7   | –   | 12  | –   | 19  |
| 4.   | Kaarle McCulloch   | –   | 10  | –   | 7   | 17  |
| 5.   | Jinjie Gong        | 5   | –   | –   | 10  | 15  |
| 6.   | Sandie Clair       | –   | 8   | –   | 6   | 14  |
| 7.   | Jessica Varnish    | –   | 6   | 6   | –   | 12  |
|      | Wai Sze Lee        | 3   | 5   | –   | 4   | 12  |
| 9.   | Olga Panarina      | 6   | –   | –   | 5   | 11  |
| 10.  | Victoria Pendleton | 10  | –   | –   | –   | 10  |

### Vitesse individuelle

#### Résultats
| Date        | Lieu       | 1re                | 2e          | 3e                 |
| ----------- | ---------- | ------------------ | ----------- | ------------------ |
| 30 octobre  | Manchester | Victoria Pendleton | Shuang Guo  | Simona Krupeckaitė |
| 19 novembre | Melbourne  | Anna Meares        | Shuang Guo  | Willy Kanis        |
| 10 décembre | Cali       | Simona Krupeckaitė | Willy Kanis | Lisandra Guerra    |
| 22 janvier  | Pékin      | Shuang Guo         | Anna Meares | Junhong Lin        |

#### Classement
| Pos. | Coureur            | Man | Mel | Cal | Pek | Pts |
| 1.   | Shuang Guo         | 10  | 10  | –   | 12  | 32  |
| 2.   | Anna Meares        | 6   | 12  | –   | 10  | 28  |
|      | Willy Kanis        | 4   | 8   | 10  | 6   | 28  |
| 4.   | Simona Krupeckaitė | 8   | –   | 12  | –   | 20  |
| 5.   | Victoria Pendleton | 12  | –   | –   | –   | 12  |
|      | Kaarle McCulloch   | –   | 7   | –   | 5   | 12  |
| 7.   | Christin Muche     | –   | 5   | 6   | –   | 11  |
| 8.   | Jinjie Gong        | 3   | 6   | –   | –   | 9   |
| 9.   | Junhong Lin        | –   | –   | –   | 8   | 8   |
|      | Lisandra Guerra    | –   | –   | 8   | –   | 8   |

### Vitesse par équipes

#### Résultats
| Date        | Lieu       | 1re                                    | 2e                                            | 3e                                       |
| ----------- | ---------- | -------------------------------------- | --------------------------------------------- | ---------------------------------------- |
| 31 octobre  | Manchester | Australie Kaarle McCulloch Anna Meares | Pays-Bas Yvonne Hijgenaar Willy Kanis         | Allemagne Dana Glöss Miriam Welte        |
| 20 novembre | Melbourne  | Chine Jinjie Gong Lin Junhong          | Pays-Bas Yvonne Hijgenaar Willy Kanis         | Australie Emily Rosemond Anna Meares     |
| 11 décembre | Cali       | Pays-Bas Yvonne Hijgenaar Willy Kanis  | Lituanie Gintarė Gaivenytė Simona Krupeckaitė | Russie Victoria Baranova Olga Streltsova |
| 23 janvier  | Pékin      | Chine Jinjie Gong Lin Junhong          | Pays-Bas Yvonne Hijgenaar Willy Kanis         | Australie Emily Rosemond Anna Meares     |

#### Classement
| Pos. | Coureur   | Man | Mel | Cal | Pek | Pts |
| 1.   | Pays-Bas  | 10  | 10  | 12  | 10  | 42  |
| 2.   | Australie | 12  | 8   | –   | 8   | 28  |
| 3.   | Chine     | –   | 12  | –   | 12  | 24  |
| 4.   | Russie    | 6   | –   | 8   | 3   | 17  |
|      | France    | 4   | 7   | –   | 6   | 17  |
| 6.   | Lituanie  | 5   | –   | 10  | –   | 15  |
| 7.   | Allemagne | 8   | –   | –   | 5   | 13  |
| 8.   | Grèce     | 1   | 4   | 5   | –   | 10  |
| 9.   | Hong Kong | 2   | 5   | –   | 2   | 9   |
| 10.  | Mexique   | –   | 3   | 4   | 1   | 8   |

### Poursuite individuelle

#### Résultats
| Date         | Lieu       | 1re               | 2e                | 3e                |
| ------------ | ---------- | ----------------- | ----------------- | ----------------- |
| 1er novembre | Manchester | Wendy Houvenaghel | Josephine Tomic   | Vera Koedooder    |
| 19 novembre  | Melbourne  | Wendy Houvenaghel | Alison Shanks     | Lesya Kalitovska  |
| 11 décembre  | Cali       | Sarah Hammer      | Tara Whitten      | Vilija Sereikaitė |
| 22 janvier   | Pékin      | Alison Shanks     | Vilija Sereikaitė | Tara Whitten      |

#### Classement
| Pos. | Coureur           | Man | Mel | Cal | Pek | Pts |
| 1.   | Wendy Houvenaghel | 12  | 12  | –   |     | 24  |
| 2.   | Alison Shanks     | –   | 10  | –   | 12  | 22  |
| 3.   | Vilija Sereikaitė | –   | –   | 8   | 10  | 18  |
|      | Tara Whitten      | –   | –   | 10  | 8   | 18  |
| 5.   | Josephine Tomic   | 10  | 7   | –   | –   | 17  |
| 6.   | Vera Koedooder    | 8   | –   | –   | 5   | 13  |
| 7.   | Sarah Hammer      | –   | –   | 12  | –   | 12  |
| 8.   | Aušrinė Trebaitė  | 4   | 5   | –   | –   | 9   |
| 9.   | Lesya Kalitovska  | –   | –   | 8   | –   | 8   |
|      | Elissavet Chantzi | 3   | –   | 3   | –   | 8   |

### Poursuite par équipes

#### Résultats
| Date         | Lieu       | 1re                                                               | 2e                                                           | 3e                                                            |
| ------------ | ---------- | ----------------------------------------------------------------- | ------------------------------------------------------------ | ------------------------------------------------------------- |
| 1er novembre | Manchester | Royaume-Uni Elizabeth Armitstead Wendy Houvenaghel Joanna Rowsell | Allemagne Lisa Brennauer Madeleine Sandig Verena Jooß        | Australie Tess Downing Belinda Goss Josephine Tomic           |
| 21 novembre  | Melbourne  | Nouvelle-Zélande Kaytee Boyd Lauren Ellis Alison Shanks           | Royaume-Uni Katie Colclough Wendy Houvenaghel Joanna Rowsell | Australie Ashlee Ankudinoff Sarah Kent Josephine Tomic        |
| 12 décembre  | Cali       | Canada Laura Brown Stephanie Roorda Tara Whitten                  | États-Unis Dotsie Bausch Sarah Hammer Lauren Tamayo          | Lituanie Vaida Pikauskaitė Vilija Sereikaitė Aušrinė Trebaitė |
| 24 janvier   | Pékin      | Australie Ashlee Ankudinoff Sarah Kent Josephine Tomic            | Nouvelle-Zélande Jaime Nielsen Lauren Ellis Alison Shanks    | Canada Stephanie Roorda Laura Brown Tara Whitten              |

#### Classement
| Pos. | Coureur          | Man | Mel | Cal | Pek | Pts |
| 1.   | Australie        | 8   | 8   | –   | 12  | 28  |
| 2.   | Nouvelle-Zélande | –   | 12  | –   | 10  | 22  |
|      | Royaume-Uni      | 12  | 10  | –   | –   | 22  |
| 4.   | Canada           | –   | –   | 12  | 8   | 20  |
| 5.   | Lituanie         | 3   | –   | 8   | 7   | 18  |
| 6.   | Allemagne        | 10  | 6   | –   | –   | 16  |
| 7.   | Pays-Bas         | 7   | 4   | –   | 3   | 14  |
| 8.   | France           | 5   | –   | 5   | 4   | 14  |
| 9.   | États-Unis       | –   | 2   | 10  | –   | 12  |
|      | Ukraine          | –   | 7   | –   | 5   | 12  |

### Course aux points

#### Résultats
| Date        | Lieu       | 1re                  | 2e              | 3e                 |
| ----------- | ---------- | -------------------- | --------------- | ------------------ |
| 31 octobre  | Manchester | Elizabeth Armitstead | Yumari González | Evgeniya Romanyuta |
| 20 novembre | Melbourne  | Giorgia Bronzini     | Shelley Olds    | Madeleine Sandig   |
| 12 décembre | Cali       | Giorgia Bronzini     | Tara Whitten    | Charlotte Becker   |
| 23 janvier  | Pékin      | Megan Dunn           | Elena Tchalykh  | Giorgia Bronzini   |

#### Classement
| Pos. | Coureur              | Man | Mel | Cal | Pek | Pts |
| 1.   | Giorgia Bronzini     | –   | 12  | 12  | 8   | 32  |
| 2.   | Tatsiana Sharakova   | 7   | –   | 6   | 7   | 20  |
| 3.   | Yumari González      | 8   | 7   | –   |     | 15  |
| 4.   | Evgeniya Romanyuta   | 10  | –   | 7   | –   | 13  |
|      | Tara Whitten         | –   | –   | 10  | 3   | 13  |
| 6.   | Megan Dunn           | –   | –   | –   | 12  | 12  |
|      | Elizabeth Armitstead | 12  | –   | –   | –   | 12  |
|      | Belinda Goss         | 6   | 6   | –   | –   | 12  |
| 9.   | Jarmila Machačová    | 5   | –   | –   | 6   | 11  |
| 10.  | Leire Olaberría      | 2   | 5   | 4   | –   | 8   |

### Scratch

#### Résultats
| Date        | Lieu       | 1re                | 2e                 | 3e                 |
| ----------- | ---------- | ------------------ | ------------------ | ------------------ |
| 30 octobre  | Manchester | Belinda Goss       | Evgeniya Romanyuta | Shelley Olds       |
| 19 novembre | Melbourne  | Evgeniya Romanyuta | Giorgia Bronzini   | Theresa Cliff-Ryan |
| 10 décembre | Cali       | Tatsiana Sharakova | Giorgia Bronzini   | Yumari González    |
| 22 janvier  | Pékin      | Vera Koedooder     | Aušrinė Trebaitė   | Evgeniya Romanyuta |

#### Classement
| Pos. | Coureur            | Man | Mel | Cal | Pek | Pts |
| 1.   | Evgeniya Romanyuta | 10  | 12  | –   | 8   | 30  |
| 2.   | Giorgia Bronzini   | –   | 10  | 10  | 6   | 26  |
| 3.   | Vera Koedooder     | 6   | –   | –   | 12  | 18  |
| 4.   | Belinda Goss       | 12  | 4   | –   | –   | 16  |
| 5.   | Xiao Juan Diao     | –   | –   | 6   | 7   | 13  |
| 6.   | Tatsiana Sharakova | –   | –   | 12  | –   | 12  |
|      | Joanne Kiesanowski | –   | 7   | 5   | –   | 12  |
| 8.   | Aušrinė Trebaitė   | –   | –   | 10  | –   | 10  |
|      | Shelley Olds       | 8   | 2   | –   | –   | 10  |
| 10.  | Yumari González    | –   | –   | 8   | –   | 8   |